# El Santo
Rodolfo Guzmán Huerta, noto soprattutto per il personaggio di El Santo (Tulancingo de Bravo, 23 settembre 1917 – Città del Messico, 5 febbraio 1984), è stato un wrestler, attore cinematografico e icona popolare messicano.
Insieme a Blue Demon e Mil Máscaras è considerato uno dei lottatori mascherati messicani più celebri e rappresentativi di tutti i tempi e spesso si è parlato di lui come di una delle "più grandi leggende dello sport messicano"..
La sua carriera nel mondo della Lucha libre è durata quasi cinquant'anni, durante i quali diventò una sorta di eroe popolare e simbolo di giustizia grazie anche alle sue apparizioni su albi a fumetti e alla partecipazione a numerosi film. Si ritiene che El Santo sia stato determinante per rendere popolare il wrestling in Messico allo stesso modo in cui vi riuscì Rikidōzan in Giappone. Uno dei suoi figli ha intrapreso la carriera di lottatore come il padre con il ring name El Hijo del Santo ("Il figlio del Santo").

## Biografia
Nato a Tulancingo nello stato messicano dell'Hidalgo, quinto dei sette figli di Jesús Guzmán Campuzano e Josefina Huerta (Márquez) de Guzmán, Rodolfo negli anni venti si trasferì a Città del Messico, stabilendosi con la famiglia nel quartiere di Tepito. Prima di interessarsi alla lotta praticò baseball e football americano. Studiò prima il Ju-Jitsu, quindi la lotta classica.

### Carriera nella lotta professionistica
Vi sono varie ipotesi sul suo debutto sul ring: secondo alcuni fu all'Arena Peralvillo di Cozumel il 28 giugno 1934, secondo altri al Deportivo Islas di Città del Messico nel 1935, ma comunque già nella seconda metà degli anni trenta era un wrestler conosciuto e lottava alternativamente con i nomi di Rudy Guzmán, El Hombre Rojo (It. L'uomo rosso), El Demonio Negro (It. Il demone nero) e El Murcielago II (It. Il pipistrello II). L'ultimo nome era rubato al celebre lottatore Jesus Velazquez, che si faceva chiamare El Murcielago e dopo un ricorso di quest'ultimo alla federazione lotta e pugilato messicana fu deciso che Guzmán non aveva diritto di usare tale nome.

### El Santo
All'inizio degli anni quaranta Guzmán sposò María de los Ángeles Rodríguez Montaño (Maruca), e dal matrimonio nacquero dieci figli:  Alejandro, María de los Ángeles, Héctor Rodolfo, Blanca Lilia, Víctor Manuel, Miguel Ángel, Silvia Yolanda, María de Lourdes, Mercedes e il piccolo Jorge, che a sua voltà diventerà un celebre lottatore, El Hijo del Santo (Il Figlio del Santo).
Nel 1942 il suo manager, Don Jesús Lomelí, decise di creare una nuova squadra di lottatori, tutti vestiti d'argento, e volle che Rodolfo ne facesse parte. Gli suggerì tre possibili nomi El Santo (Il Santo), El Diablo (Il Diavolo), o El Angel (L'Angelo), e Rodolfo scelse il primo. Il 26 giugno, all'età di 24 anni, lottò per la prima volta all'Arena Mexico come El Santo, anche se in seguito fu noto anche semplicemente come Santo. Fu con questo nome che riuscì a imporsi, trovando rapidamente successo e fama.
Uno degli incontri più importanti della carriera sua ebbe luogo nel 1952, quando affrontò una coppia di lottatori nota come Los Hermanos Shadow (ovvero i celebri Blue Demon e Black Shadow). El Santo sconfisse e smascherò sul ring Black Shadow, fatto che spinse Blue Demon a diventare un técnico. I due lottatori inoltre diedero vita a un leggendario feud tra di loro che terminò con la sconfitta di El Santo in una pubblicizzatissima serie di incontri che si svolsero nel 1952 e nel 1953. I due apparvero insieme anche in vari film di azione e avventura ma la loro rivalità non si spense mai del tutto.

### Il ritiro
All'inizio degli anni ottanta El Santo rallentò la propria attività sul ring, avviandosi verso l'inevitabile ritiro. Il tour d'addio, articolato su tre incontri, si svolse tra l'agosto e il settembre 1982. Il 22 agosto 1982 al Palacio de los Deportes di Città del Messico affrontò in coppia con El Solitario la squadra formata da Villano III e Rokambole in un incontro che finì naturalmente con la vittoria delle due leggende. Dopo l'incontro gli avversari si issarono El Santo sulle spalle per permettergli di ricevere l'applauso del pubblico che gremiva il palazzetto. La domenica successiva, all'Arena México, El Santo in coppia con Gran Hamada sconfisse Villano I e Scorpio, Jr. L'ultimo incontro si svolse il 12 settembre 1982, una settimana prima del suo 65º compleanno. Nell'occasione El Santo lottò insieme a Gory Guerrero, che tornò momentaneamente dal suo ritiro per ricreare La Pareja Atómica, come si facevano chiamare i due quando avevano lottato insieme in passato; della loro squadra facevano inoltre parte Huracán Ramirez e El Solitario. I loro avversari furono Perro Aguayo, El Signo, Negro Navarro e El Texano. Ovviamente El Santo e i suoi vinsero il match ed egli poté quindi ritirarsi mantenendo l'immagine dell'eroe che aveva sempre avuto sia sul ring che sugli schermi cinematografici. Il tour del ritiro servì anche a presentare al pubblico il figlio Jorge, che assistette a tutti i match da bordo ring indossando la maschera argentata prendendo così il testimone dal padre.

## La morte
Circa un anno dopo il ritiro (alla fine del gennaio 1984), El Santo mentre era ospite di Contrapunto, un programma televisivo messicano, senza alcun preavviso sollevò la maschera abbastanza da permettere che si vedesse il suo volto: fu in effetti un modo di dare una sorta di addio ai suoi fan. Si tratta del solo caso documentato in cui El Santo si è mostrato in pubblico senza maschera. Morì per un attacco di cuore il 5 febbraio 1984, una settimana dopo la sua apparizione a Contrapunto. Secondo i suoi desideri fu sepolto con la sua celebre maschera argentata sul volto. Il suo funerale fu uno dei più partecipati della storia del Messico dal momento che un gran numero di fan accorse per dare l'ultimo saluto al loro eroe. Dopo la morte nella natia Tulacingo fu innalzata una statua in suo onore e da allora ne sono state innalzate molte altre in varie zone del paese.

## Eredità
Il figlio minore di El Santo, Jorge, porta avanti la leggenda della maschera d'argento, lottando come El Hijo del Santo con una maschera, un mantello e un costume molto simili a quelli che abitualmente indossava il padre. El Hijo del Santo non ha mai raggiunto la popolarità del padre ma è comunque considerato un lottatore molto abile ed esperto.
Nei primi anni sessanta nel circuito messicano si esibì una lottatrice chiamata La Novia del Santo (It. La Fidanzata del Santo). Sotto la maschera argentata si celava Irma González, una lottatrice già famosa che aveva promesso al fidanzato di smettere di lottare, ma che era tornata sul ring mascherata non resistendo al richiamo della competizione. La Novia ottenne il permesso di El Santo di usare il suo nome ed è l'unica non appartenente alla famiglia ad aver avuto tale privilegio. La Gonzalez interpretò il personaggio solo per sette mesi e smise quando decise di sposarsi davvero. In seguito il nome de La Novia del Santo fu adottato da un lottatore che interpretava il personaggio dell'omosessuale, ma El Santo intraprese un'azione legale impedendogli di continuare ad usare tale nome.
Anche uno dei 25 nipoti di El Santo è diventato un lottatore professionista e dopo alcuni anni ha preso a presentarsi come El Nieto del Santo (It. Il Nipote del Santo).  El Hijo Del Santo però ha intrapreso a sua volta un'azione legale per impedirglielo, dal momento che detiene tutti i diritti sul nome El Santo e verosimilmente intende servirsene per concederli a uno dei suoi figli qualora volesse seguire la stessa carriera. Il nipote di El Santo si esibisce quindi con il nome di Axxel e usa un costume simile a quelle di El Santo ma con delle decorazioni nere per non incorrere nella violazione dei diritti detenuti dallo zio.
Nel 1973 esce in Turchia 3 Dev Adam, che utilizza il personaggio creato da Huerta e i personaggi Marvel Comics, sebbene non fossero stati autorizzati dai proprietari dei rispettivi copyright. Nel film El Santo si allea con Capitan America per fermare il malvagio "il Ragno".

## Personaggio

### Mosse finali
- La de a Caballo (Camel clutch)[3][9]
- Tope de Cristo (Diving headbutt)[3]
- Plancha[3]
- Suicide Dive[3]

### Titoli e riconoscimenti
- Empresa Mundial de Lucha Libre
  - Campionato nazionale messicano pesi massimo leggeri (1)[10]
  - Campionato nazionale messicano pesi medi (4)[11]
  - Campionato nazionale messicano di coppia (2) - con Rayo de Jalisco[12]
  - Campionato nazionale messicano pesi welter (2)[13]
  - NWA World Middleweight Championship (1)
  - NWA World Welterweight Championship (2)[14]

- Wrestling Observer Newsletter
  - Wrestling Observer Newsletter Hall of Fame: 1996

## La carriera cinematografica
Nel 1952 il disegnatore ed editore José G. Cruz iniziò a pubblicare un fumetto con El Santo come protagonista, trasformandolo nel personaggio principale della stampa popolare messicana e ponendolo quasi alla pari come notorietà con il leggendario personaggio dei fumetti latinoamericani Kalimán. La pubblicazione della serie a fumetti continuò per 25 anni, terminando nel 1987.
Sempre nel 1952 fu girato un film a puntate intitolato L'uomo con la maschera d'argento che avrebbe dovuto essere interpretato da El Santo che però rifiutò ritenendo che sarebbe stata un fallimento commerciale. Il film fu così interpretato dal celebre lottatore El Médico Asesino che indossava una maschera bianca simile a quella del Santo. All'ultimo minuto fu introdotto nel copione un cattivo chiamato l'uomo con la maschera d'argento così, singolarmente, il titolo del film faceva riferimento all'antagonista invece che all'eroe.
Nel 1958 Fernando Osés, lottatore e attore, spronò El Santo a entrare nel cinema e, sebbene riluttante ad a interrompere la propria carriera di atleta, questi accettò pensando di poter fare entrambe le cose allo stesso tempo. Oses aveva in mente di interpretare l'eroe della serie di film, mentre El Santo avrebbe dovuto essere il suo amico e aiuto. Lui e Enrique Zambrano scrissero i copioni dei primi due film, El Cerebro del Mal e Hombres Infernales entrambi usciti in sala nel 1958 e diretti da Joselito Rodríguez. Si girò a Cuba terminando appena in tempo prima che Fidel Castro entrasse all'Avana proclamando la vittoria dei rivoluzionari. El Santo in quei due film interpretava quindi una sorta di supereroe mascherato amico del protagonista (che si chiamava El Incognito) e non era presentato come un lottatore. I film incassarono molto poco al botteghino. Anni dopo però, quando la carriera cinematografica di El Santo decollò, i distributori li riproposero inserendo il suo nome nei titoli e nel manifesto. La sua carriera partì davvero nel 1961 con il film Santo Contra los Zombis: nella pellicola aveva il ruolo di protagonista e veniva presentato per la prima volta come un lottatore professionista che si trasformava in supereroe grazie alla luce della luna.
El Santo prese parte complessivamente a 52 film di lucha libre. La trama dei film era sostanzialmente sempre la stessa e vedeva il supereroe El Santo combattere contro creature sovrannaturali, scienziati pazzi, criminali, agenti segreti e via così. Lo stile era quello tipicamente camp delle produzioni di serie B.
Al di fuori del Messico, il suo film più conosciuto e considerato il migliore è Argos alla riscossa (Santo vs. las mujeres vampiro): il film godeva di un livello produttivo migliore del solito e la trama perlomeno cercava di costruire un passato all'eroe, presentandolo come l'ultimo di una dinastia di combattenti che affrontavano il male. Fu un enorme successo ed uno dei soli 4 film di El Santo ad essere doppiato in inglese. Anche in Italia non furono molti i film di El Santo a godere di una distribuzione e solitamente il suo nome veniva cambiato in Argos. Il film di maggior successo economico fu Las momias de Guanajuato (1972) interpretato al fianco degli amici Blue Demon e Mil Mascaras.
La serie di film di El Santo ispirò la realizzazione si serie simili interpretate da lottatori altrettanto noti come tra gli altri Blue Demon, Mil Mascaras, Superzan o anche da lottatrici donne.
Dopo il 1977 la moda dei film con i lottatori era praticamente morta, ma El Santo continuò a prendere parte a film anche negli anni successivi. L'ultimo fu La furia de los karatecas, girato in Florida nel 1982, l'anno del suo ritiro anche dal ring. El Santo è stato ricordato nel film di animazione della Pixar "Coco", vincitore di due premi Oscar nel 2017

## Filmografia
- Santo contra el cerebro del mal, di Joselito Rodríguez (1958)
- Santo contra hombres infernales, di Joselito Rodríguez (1958)
- Santo contra los zombies, di Benito Alazraki (1962)
- Santo contra el rey del crimen, di Federico Curiel (1961)
- Santo en el hotel de la muerte, di Federico Curiel (1961)
- Santo contra el cerebro diabolico, di Federico Curiel (1962)
- Argos alla riscossa (Santo contra las mujeres vampiro), di Alfonso Corona Blake (1962)
- Argos contro le 7 maschere di cera (Santo en el museo de cera), di Alfonso Corona Blake (1963)
- Santo contra el estrangulador, di René Cardona (1963)
- El espectro del estrangulador, di René Cardona (1963)
- Blue Demon contra el poder satánico, di Chano Urueta (1964) - cameo
- Atacan las brujas, di José Díaz Morales (1964)
- El hacha diabólica, di José Díaz Morales (1964)
- Los profanadores de tumbas, di José Díaz Morales  (1965)
- El Barón Brakola, di José Díaz Morales (1965)
- Santo contra la invasión de los marcianos, di Alfredo B. Crevenna (1966)
- Santo contra los villanos del ring, di Alfredo B. Crevenna (1966)
- Operación 67, di René Cardona Jr. e René Cardona (1966)
- El tesoro de Moctezuma, di René Cardona Jr. e René Cardona (1967)
- Vita sessuale di un vampiro (Santo en El tesoro de Drácula), di René Cardona (1968)
- Santo contra Capulina, di René Cardona (1968)
- Santo contra Blue Demon en la Atlántida, di Julián Soler (1969)
- Santo y Blue Demon contra los monstruos, di Gilberto Martínez Solares (1969)
- El mundo de los muertos, di Gilberto Martínez Solares (1969)
- Santo contra los cazadores de cabezas, di René Cardona (1969)
- Argos il fantastico superman (Santo contra los asesinos de la mafia), di Manuel Bengoa (1970)
- Santo contra los jinetes del terror, di René Cardona (1970)
- La venganza de las mujeres vampiro, di Federico Curiel (1970)
- Santo contra la mafia del vicio, di Federico Curiel  (1970)
- La venganza de la momia, di René Cardona (1970)
- Las momias de Guanajuato, di Federico Curiel (1970)
- El misterio de la perla negra, di Fernando Orozco (1971)
- Santo contra la hija de Frankenstein, di Miguel M. Delgado (1971)
- Misión suicida, di Federico Curiel (1971)
- Santo contra los asesinos de otros mundos, di Rubén Galindo (1971)
- Santo y el aguila real, di Alfredo B. Crevenna (1971)
- Santo y Blue Demon contra Drácula y el Hombre Lobo, di Miguel M. Delgado (1972)
- Santo contra los secuestradores, di Federico Curiel (1972)
- Santo contra la magia negra, di Alfredo B. Crevenna (1972)
- Las bestias del terror, di Alfredo B. Crevenna (1972)
- Santo contra las lobas, di Rubén Galindo (1972)
- Anónimo mortal, di Aldo Monti (1972)
- Santo y Blue Demon contra el doctor Frankenstein, di Miguel M. Delgado (1973)
- Santo contra el doctor Muerte, di Rafael Romero Marchent (1973)
- La venganza de la llorona, di Miguel M. Delgado (1974)
- Oro negro, di Federico Curiel (1975)
- Misterio en las Bermudas, di Gilberto Martínez Solares (1977)
- La frontera del terror (1979)
- Santo contra el asesino de televisión, di Rafael Pérez Grovas (1981)
- Chanoc y el hijo del Santo contra los vampiros asesinos, di Rafael Pérez Grovas (1981) - cameo
- El puño de la muerte, di Alfredo B. Crevenna (1982)
- La furia de los karatekas, di Alfredo B. Crevenna (1982)